# يا حسين
يا حسين هي عبارة عربية يستخدمها المسلمون الشيعة في ذكرى الحسين بن علي ومقتله، مثل استخدامهم لعبارة يا محمد. وتُستخدم بشكل خاص في سياق حزن شهر محرم. وهي منقوشة على الأعلام. يتمتع الحسين بمكانة عالية في المذهب الشيعي ويُعتبر الإمام الثالث، ويرون خروجه على إمام ظالم رمزًا لعدم إطاعة حاكم جائر، وهي عكس النظرة السلفية التي تُحرم الخروج على الحاكم وتستدل من الحديثين: (تسمع وتطيع للأمير وإن ضرب ظهرك وأخذ مالك فاسمع وأطع)، و: (اسمعوا وأطيعوا، وإن استُعمل عليكم عبدٌ حبشي، كان رأسه زبيبة).

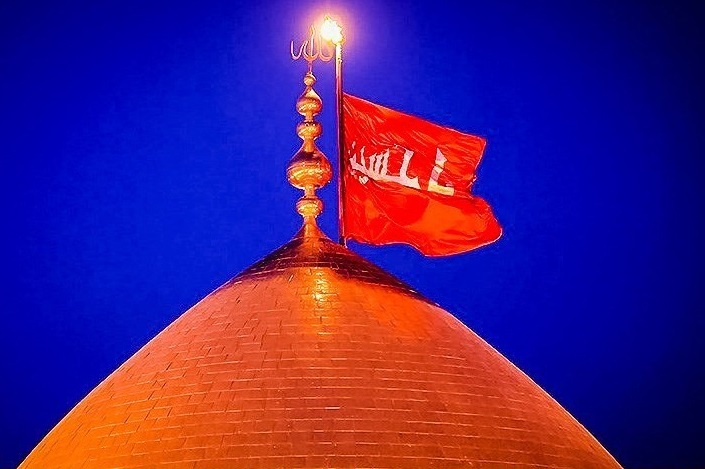
راية "يا حسين" ترفرف فوق ضريح الإمام الحسين خلال عاشوراء.

سمع البريطانيون في الهند الاستعمارية هتاف الشيعة "يا حسين! يا حسن!" (إشارة إلى الحسين بن علي، شقيق الحسن بن علي) خلال عزاء محرم، وفهموا ذلك أنهم يقولون "هوبسون جوبسون"، والذي أصبح مصطلحًا يشير إلى اشتقاق مماثل لمرادف إنجليزي لكلمة أجنبية من خلال تكييف الكلمات أو الأسماء الإنجليزية التي لها تشابه سطحي في الصوت.

## طالع أيضًا
- أحفاد علي بن أبي طالب
- يوم عاشوراء
- يوم تاسوعاء
- خطبة علي بن الحسين في دمشق
- زيارة عاشوراء